# Гревстад, Николаи
Николаи Андреас Гревстад (англ. Nicolai Andreas Grevstad, 2 июня 1851, Сюккюльвен, Мёре-ог-Ромсдал — 20 февраля 1940, Чикаго, Иллинойс) — американский дипломат, политик и редактор газеты.

## Происхождение и образование
Николаи Андреас Гревстад родился в Суннмёре, самом южном традиционном районе западно-норвежского графства Мёре-ог-Ромсдал. Он окончил юридический факультет Университета Кристиании в 1878 году. В 1880 году он стал редактором Dagbladet, третьей по величине газеты Норвегии. Основанная в 1869 году, газета была связана с Либеральной партией Норвегии (норв. Venstre). Раскол в партии стал причиной увольнения Гревстада в 1883 году из-за его выраженных радикальных политических позиций.

## Карьера
Впоследствии Гревстад эмигрировал в Соединённые Штаты и вскоре стал редактором газеты «Nordvesten», норвежской газеты, издаваемой в Сент-Поле, штат Миннесота. Владение Гревстадом английским языком было настолько превосходным, что в течение двух лет он был ведущим автором редакционных статей в «Миннеаполис Трибьюн», а позже редактировал «Миннеаполис Таймс». Гревстад также работал директором по скандинавской рекламе Комиссии общественной безопасности Миннесоты.
В 1886 году он вернулся в Норвегию по просьбе лидера Либеральной партии Юхана Свердрупа, который занимал пост премьер-министра после введения парламентской системы годом ранее. Свердруп занимал пост премьер-министра Норвегии с 1884 по 1889 год. Впоследствии Гревстад вернулся в Миннесоту и стал автором редакционных статей ряда англоязычных газет в Миннеаполисе.
С 1892 по 1911 год он был редактором Skandinaven, крупнейшей газеты на норвежском языке в Чикаго, штат Иллинойс. Некоторое время он был членом Генеральной ассамблеи штата Иллинойс. В 1906 году он был посвящён в рыцари Королевского норвежского ордена Святого Олафа. В 1911 году он стал послом США в Уругвае и Парагвае. Послом в Уругвае и Парагвае Гревстад был с 1911 по 1914 год.
В 1930 году Гревстад написал «Норвежско-американскую больницу в Чикаго», в которой представил краткий исторический очерк северной больницы Чикаго, основанной норвежскими иммигрантами. Позже Гревстад вернулся к работе в газете и в 1930 году снова стал редактором «Skandinaven». Гревстад подчеркнул растущую важность Skandinaven в политике, напечатав многие из своих редакционных статей на английском и норвежском языках. Под его редакцией газета достигла пика своего распространения и влияния в первом десятилетии XX века. После смерти Гревстада газету будет редактировать Рейдар Рай Хоган.
Гревстад умер в своём доме в Чикаго 20 февраля 1940 года.